# .nr
.nrは国別コードトップレベルドメイン（ccTLD）の一つで、ナウルに割り当てられている。.nrドメインは有料で、ナウルのインターネットサービスプロバイダであるCenpacNetに申請する必要がある。
.nrの設定は、1998年にオーストラリアComTech CommunicationsのShaun Moranによって行われた。.nrドメインが認められるまでには、IANAとの長期間に及ぶ手続きが行われた。

## 第二レベルドメイン
- edu.nr (制限あり)
- gov.nr (制限あり)
- biz.nr (制限なし)
- info.nr (制限なし)
- net.nr (制限なし)
- org.nr (制限なし)
- com.nr (制限なし)